# Dananea inflaticeps
Dananea inflaticeps är en insektsart som beskrevs av Rauno E. Linnavuori 1972. Dananea inflaticeps ingår i släktet Dananea och familjen dvärgstritar. Inga underarter finns listade i Catalogue of Life.